# Історичний огляд
Істори́чний о́гляд (пол. Przegląd Historyczny) — польський історичний журнал. Видається з 1905 року. З 2-ї половини ХХ століття випускає видавництво DiG спільно з Варшавським товариством любителів історії та Історичним інститутом Варшавського університету. Першим редактором журналу був Ян-Кароль Кохановський.